# Плејно
Плејно (енгл. Plano) град је у америчкој савезној држави Тексас. Девети је по величини град у Тексасу. По попису становништва из 2010. у њему је живело 259.841 становника.

## Демографија
Према попису становништва из 2010. у граду је живело 259.841 становника, што је 37.811 (17,0%) становника више него 2000. године.
|                   | 2010.            | 2000.            |
| Укупно            | 259 841 (100,0%) | 222 030 (100,0%) |
| Белци             | 151 629 (58,35%) | 161 543 (72,76%) |
| Азијати           | 43 818 (16,86%)  | 22 594 (10,18%)  |
| Хиспаноамериканци | 38 174 (14,69%)  | 22 357 (10,07%)  |
| Афроамериканци    | 19 697 (7,580%)  | 11 155 (5,024%)  |
| Остали            | 6 523 (2,510%)   | 4 381 (1,973%)   |

## Партнерски градови
- Иваново